# Zadnia Kopa Jaworzyńska
Zadnia Kopa Jaworzyńska, Zadnia Kopa, dawniej Mały Upłaz (słow. Zadná kopa, niem. Hintere Kuppe, węg. Hátsókúp, Hátsó Kúp, 1670 m n.p.m.) – szczyt reglowy w słowackich Tatrach Wysokich. Wznosi się w północno-zachodnim ramieniu Szerokiej Jaworzyńskiej (Široká, 2211 m) oddzielającym Dolinę Białej Wody (Bielovodská dolina) i Dolinę Białki od Doliny Szerokiej (Široká dolina) – dużej gałęzi Doliny Jaworowej (Javorová dolina).
Od Horwackiego Wierchu (Horvátov vrch, 1902 m) oddzielony jest Przełęczą pod Zadnią Kopą (Močidlá, 1596 m), a od Golicy Jaworzyńskiej (Holica, 1628 m) – płytką Trybską Przełęczą. Ze szczytu wybiega na północny wschód krótki grzbiet opadający ku Wywierom (Vyvieranie) w Dolinie Szerokiej i zwany w swej górnej części Zadnią Gęsią Szyją (Husia šija). Oddziela on Niedźwiedzi Żleb na północnym zachodzie od Doliny Wyżniej Szerokiej na południowym wschodzie. Południowo-zachodnie stoki Zadniej Kopy opadają do doliny Rozpadliny (Rozpadliny) – odgałęzienia Doliny Białki. Masyw zbudowany jest z wapieni i dolomitów. Wierzchołek ma stożkowaty kształt, jest trawiasty i bezleśny. Niegdyś prowadzona tu była intensywna gospodarka pasterska, obecnie na polanie szczytowej rosną miejscami grupy karłowatych świerków, typowe dla górnej granicy lasu. U zachodnich podnóży Zadniej Kopy znajduje się polana Biała Woda.
Nazwa pochodzi od położenia w stosunku do sąsiedniej Golicy. Na szczyt nie prowadzi żaden znakowany szlak turystyczny. Na Zadnią Kopę wchodzili od dawna pasterze i myśliwi, pierwszego znanego wejścia zimowego dokonał Gyula Komarnicki 3 stycznia 1913 r.

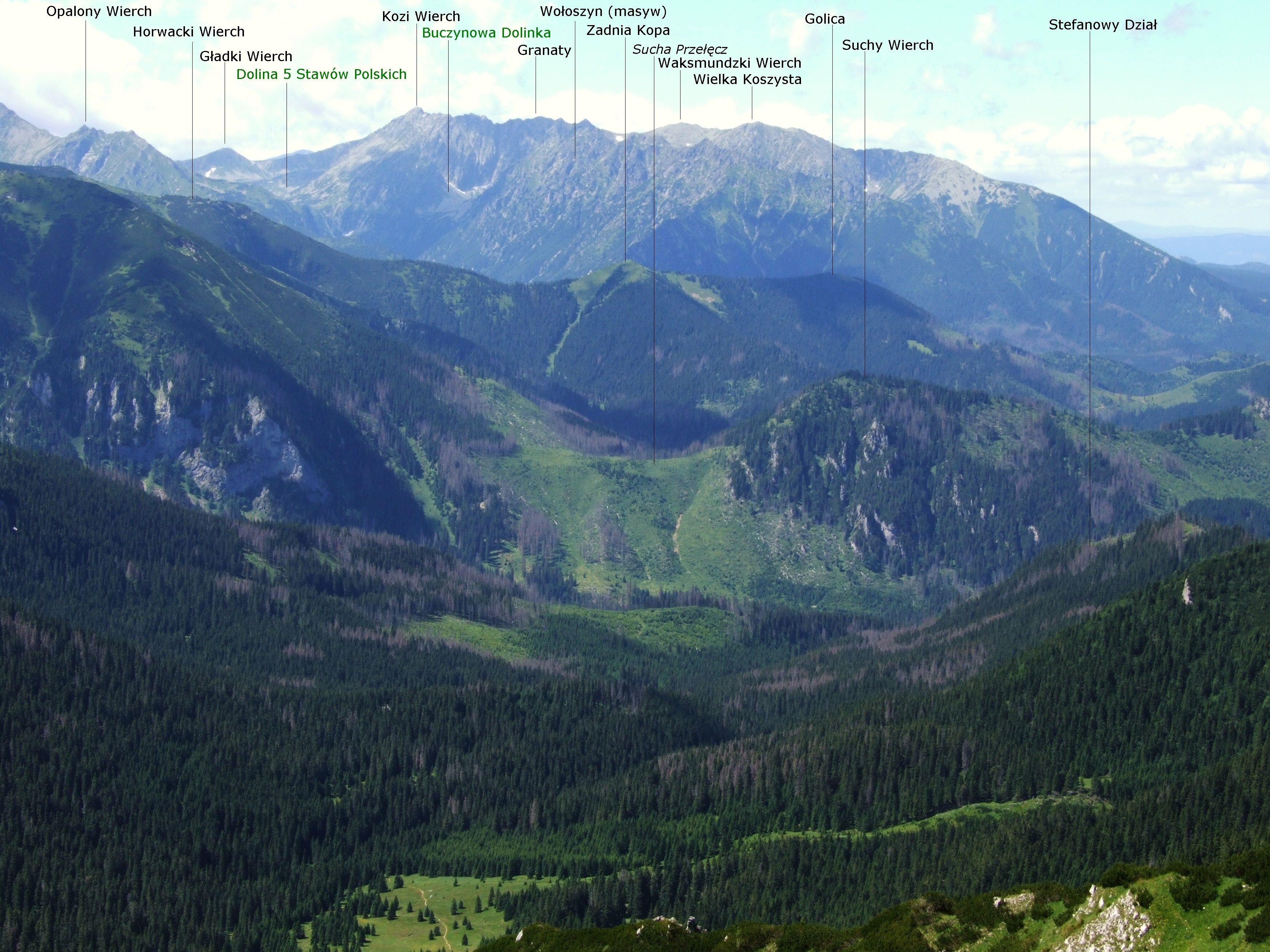
Widok z okolic Szerokiej Przełęczy Bielskiej